# Falette
La falette, appelée aussi faude, désigne un mets traditionnel de la cuisine auvergnate, composé d'une poitrine de veau désossée et farcie. Son nom provient d'un mot en occitan d’Auvergne qui désigne le tablier. Ce mets était traditionnellement servi à l’occasion des repas de famille. La falette se consomme de préférence à température chaude, accompagnée de choux braisés, de haricots blancs, ou d'une truffade. 

## Ingrédients et préparation
La poitrine de veau ou le flanchet se prépare avec une poche pour la farce. Celle-ci est concoctée à partir de gras de veau et de viande taillée finement, mêlée à de la poitrine salée, des blettes, de la mie de pain, de la crème, des œufs et un peu de lait. La poitrine de veau est ensuite refermée ou roulée, puis mise à cuire au four. La falette se mange chaude ou froide, accompagnée dans ce dernier cas d’une vinaigrette à l’huile de noix accompagnée d'échalote. Une variante de la falette en Aveyron mobilise une poitrine d'agneau. 